# Р79В-300
Р79В-300 (внутреннее обозначение: изделие 79) — двухконтурный турбореактивный двигатель с форсажной камерой и управляемым вектором тяги, разработанный в АМНТК «Союз». Использовался на опытных образцах самолёта вертикального взлёта и посадки Як-141 в качестве подъёмно-маршевого двигателя. Является вторым после RB.153 (для проекта VJ-101E) в мире двигателем, способным использовать форсаж как на горизонтальном, так и на вертикальном режимах.

## Конструкция
Двигатель двухконтурный осесимметричный с форсажной камерой, имеет модульную структуру. Состоит из следующих элементов:
- Входное устройство
- Компрессор низкого давления (пять ступеней)
- Компрессор высокого давления (шесть ступеней)
- Камера сгорания (двухзонная)
- Турбины низкого и высокого давлений (по одной ступени) с охлаждаемыми лопатками
- Форсажная камера
- Осесимметричное поворотное сопло с регулируемой площадью критического сечения

Особенностями двигателя являются: противоположное направление вращения роторов, повышенная газодинамическая устойчивость компрессоров и наличие уникальных вихревых горелок в основной камере сгорания. Поворотное сопло выдерживает как минимум 1500 циклов смены направления тяги.

## Носители
Двигатель устанавливался на опытные образцы СВВП Як-141. На первом самолёте (изделие 48-1), предназначенным для испытаний силовой установки, был установлен двигатель с уменьшенной до 15000 кгс максимальной тягой (такой же двигатель использовался для испытаний на летающей лаборатории Ту-16ЛЛ). На втором и третьем образцах (изделия 48-2 и 48-3), предназначенных для лётных испытаний использовались двигатели уже с полной максимальной тягой в 15500 кгс.

## Модификации
- Р79В-300 — базовая версия для СВВП Як-141
- Р134-300 — ТРДД на базе Р79В-300, предназначенный для использования на сверхзвуковых деловых самолётах
- Р179В-300 — форсированный вариант двигателя с тягой 18,5 тс, планировался устанавливаться на проектируемые самолёты ОКБ Сухого изделия С-32 и 54С. На выставке «Двигатели-2002» был представлен полноразмерный макет с плоским соплом разработанным ФГУП НПП «Мотор»
- ГТЭ-30-300 — газотурбинная энергетическая установка мощностью 30 МВт